# 李璧 (弘治舉人)
李璧（15世纪—1525年），字白夫。广西承宣布政使司武缘县止戈乡（今广西武鸣县陆斡乡覃李村）人，祖上原籍山东承宣布政使司汶上县，元初避难迁居武缘，明代诗人。约活动于明弘治至嘉靖年间。

## 生平
李璧性情聪敏，自幼勤奋好学，知书识礼。弘治八年（1495年）李璧应乡试中举。弘治十五年（1502年）为浙江承宣布政使司金华府兰溪县教谕。正德元年（1506年）为浙江承宣布政使司杭州仁和县教谕。潜心施教，诲人不倦，生员深感其德。随枫山先生章懋在南京讲学，颇有声望，时人誉为“今之胡瑗”。正德年间举进士。正德十年（1515年）升任四川承宣布政使司剑州（今四川剑阁县）知州。知州六年，为政务实，廉正刚直，有政绩。任职期间，曾在当修筑剑阁道，使自剑阁南至阆州，西至梓潼，车船畅通。据《剑川志》载，他很重视行道树的栽植。正德十六年（1521年），升为云南承宣布政使司临安府（今云南建水）同知，与杨慎等当时名家相友善。嘉靖四年（1525年）以南京户部员外郎奉诏入朝升户部侍郎，赴任途中病故。

## 著作
主要著作有《剑门新志》、《燕京乐谱》、《剑阳名儒录》、《剑阁集》等。